# توشی
متن چپ‌چین‌شده
توشی، روستایی بسیار زیبا و دارای آب و هوایی کوهستانی از توابع بخش مرکزی شهرستان سیاهکل در استان گیلان ایران است. رودخانه ای به نام توشی رودخانه از دل این روستا عبور می کند که از کوه های کاکو سرچشمه می گیرد و هم چنین در بخش شرقی رودخانه شمرود واقع شده است. 

## جمعیت
این روستا در دهستان توتکی قرار دارد و براساس سرشماری مرکز آمار ایران در سال ۱۳۸۵، جمعیت آن ۲۴۵ نفر (۶۵خانوار) بوده‌است. مردمان این روستا از نژاد تالش هستند که در روزگار رضا شاه پهلوی از منطقه ماسال به این منطقه کوچانده شده اند اما اینک به زبان دیلمی صحبت می کنند. خانواده های اصیل و‌معروف این روستا:خاندان قنبرپور ، عزتی .مصلحت حسینی، نوذر حسینی،آقاجانی، پرهیزگار،زلفعلی پور، صفری، تبرزن،شاهرخ خانی، عینی پور، احمدپور، کوه رو، حکیم پور، نظری، فتحعلی پور، یکتایی و گل پور از جمله خانواده هایی هستند که از روزگار گذشته در این روستا زندگی می کنند. آنها در گذشته به صورت ییلاق- قشلاق، بین این روستا و نواحی کوهستانی دیلمان زندگی می کردند.  
پوشش گیاهی
روستای توشی بسیار زیباست و از پوشش گیاهی متنوع و جنگلی برخوردار است. راش، ممرز، توی، کوهول، توسکا و... از درختان خودروی این روستا به شمار می روند. درخت شمشاد به وفور در این روستا دیده می شد که اینک به علت آفتی ناشناخته از روستا ریشه کن شده است. 
معنی لغوی توشی
در زبان پهلوی «توشت» (tusht) به معنای دنج و آرام و ساکت است و این کلمه از آن برداشته شده است.

آداب و رسوم
رسم علم واچینی: مردم این روستا هر ساله در اربعین حسینی در بقعه امامزادگان لمش جمع می شوند و این سنت را به جای می آورند.
 آثار تاریخی
قلعه کوتولشاه: این قلعه با دیوارهایی قطور در نزدیکی بقعه سوچپران بر فراز قله ای بلند واقع شده است و به لحاظ اشراف نظامی بر تمامی دشت سیاهکل احاطه دارد. ساخت این قلعه تاریخ مشخصی ندارد و متأسفانه هنوز در فهرست آثار تاریخی میراث فرهنگی کشور ثبت نشده است و به تدریج در حال ویرانی است. 
دیوچال کول: نزدیکی بقعه سوچپران قرار دارد و به شکلی تونلی آبرفت است که در اعماق زمین قرار دارد و معلوم نیست انتهای آن به کجا ختم می شود. 